# Дубова (притока Вагу)
Дубова (словац. Dubová) — річка в Словаччині, права притока Вагу, протікає в округах Нове Место-над-Вагом і П'єштяни.
Довжина — 21.5 км.
Витік знаходиться в регіоні Подунайські Пагорби біля села Чахтиці на висоті 180 метрів.
Впадає у Ваг біля населеного пункта Победім.